# ناوشکن ملن
ناوشکن مالین (به انگلیسی: French destroyer Malin) یک کشتی بود که طول آن ۱۳۲٫۴۰ متر (۴۳۴٫۴ فوت) بود. این کشتی  در سال ۱۹۳۳ ساخته شد.